# 1986年世界大賽
1986年世界大賽是由代表美聯的波士頓紅襪與代表國聯的紐約大都會在世界大賽中對決。最後由大都會4勝3敗打敗紅襪，拿下世界大賽冠軍。
該系列賽最著名的時刻是在第六戰的10局下，大都會的Mookie Wilson敲出一壘方向軟弱滾地球，結果紅襪一壘手比爾·巴克納卻讓球穿越其腳下。最終紅襪錯失封王機會，並在第七戰輸球。而巴克納的失誤也被一些球迷視為是貝比魯斯魔咒的發威所致。
大都會成為大聯盟第二支在頭兩戰都輸球但最終仍贏下世界大賽冠軍的球隊，前一支球隊正好是前一年的皇家隊。

## 總結
國聯 紐約大都會（4）- 美聯 波士頓紅襪（3）
| 場次 | 比數                        | 日期      | 地點     | 觀眾  |
| ---- | --------------------------- | --------- | -------- | ----- |
| 1    | 紅襪 1，大都會 0            | 10月18日  | 謝亞球場 | 55076 |
| 2    | 紅襪 9，大都會 3            | 10月19日  | 謝亞球場 | 55063 |
| 3    | 大都會 7，紅襪 1            | 10月21日  | 芬威球場 | 33595 |
| 4    | 大都會 6，紅襪 2            | 10月22日  | 芬威球場 | 33920 |
| 5    | 大都會 2，紅襪 4            | 10月23日  | 芬威球場 | 34010 |
| 6    | 紅襪 5，大都會 6 (延長10局) | 10月25日  | 謝亞球場 | 55078 |
| 7    | 紅襪 5，大都會 8            | 10月27日† | 謝亞球場 | 55032 |

† 原訂於10月26日舉行，因雨延期。

## 逐場結果

### 第一戰：10月18日
紐約州，皇后區，謝亞球場
| 波士頓紅襪                                                                           | 0 | 0 | 0 | 0 | 0 | 0 | 1 | 0 | 0 | 1 | 5 | 0 |
| 紐約大都會                                                                           | 0 | 0 | 0 | 0 | 0 | 0 | 0 | 0 | 0 | 0 | 4 | 1 |
| 勝投： 布魯斯·赫斯特（1–0） 敗投： 羅恩·達令（0–1） 救援成功： Calvin Schiraldi（1） |   |   |   |   |   |   |   |   |   |   |   |   |

雙方先發投手在第一戰上演投手戰，布魯斯·赫斯特和羅恩·達令都送出8次三振，不過前者8局無失分力壓後者的7局失1分。
達令敗在7局上的控球不穩，紅襪隊該局完全沒有敲出安打，但卻靠著保送、暴投和失誤得到關鍵分，因此最終拿下勝利。

### 第二戰：10月19日
紐約州，皇后區，謝亞球場
| 波士頓紅襪 | 0 | 0 | 3 | 1 | 2 | 0 | 2 | 0 | 1 | 9 | 18 | 0 |
| 紐約大都會 | 0 | 0 | 2 | 0 | 1 | 0 | 0 | 0 | 0 | 3 | 8  | 1 |
| 勝投： Steve Crawford（1–0） 敗投： 德懷特·古登（0–1） 救援成功： Bob Stanley（1） 全壘打： 紅襪：Dave Henderson（4上,1分）、德懷特·埃文斯（5上,2分） 大都會：無 |   |   |   |   |   |   |   |   |   |   |    |   |

羅傑·克萊門斯沒有發揮例行賽24勝4敗的鬼神身手，他僅投4.1局便失3分退場。
不過紅襪隊打線夠給力，3局上便靠著連續安打猛攻拿下3分。Dave Henderson和德懷特·埃文斯也在比賽中段接連開轟。
7局上，紅襪單局連敲5支一壘安打再拿2分。終場便以9比3拿下第二勝。

### 第三戰：10月21日
麻薩諸塞州，波士頓，芬威球場
| 紐約大都會                                                                                              | 4 | 0 | 0 | 0 | 0 | 0 | 2 | 1 | 0 | 7 | 13 | 0 |
| 波士頓紅襪                                                                                              | 0 | 0 | 1 | 0 | 0 | 0 | 0 | 0 | 0 | 1 | 5  | 0 |
| 勝投： 鮑伯·歐希達（1–0） 敗投： Oil Can Boyd（0–1） 全壘打： 大都會：Lenny Dykstra（1上,1分） 紅襪：無 |   |   |   |   |   |   |   |   |   |   |    |   |

Lenny Dykstra在首局首打席便敲出全壘打，隊友也在後面敲出4支安打加上野手選擇攻下4分大局。
鮑伯·歐希達7局送出6次三振僅失1分，也幾乎提前鎖定了比賽的勝利。而大都會最後也成功拿下系列賽首勝。

### 第四戰：10月22日
麻薩諸塞州，波士頓，芬威球場
| 紐約大都會 | 0 | 0 | 0 | 3 | 0 | 0 | 2 | 1 | 0 | 6 | 12 | 0 |
| 波士頓紅襪 | 0 | 0 | 0 | 0 | 0 | 0 | 0 | 2 | 0 | 2 | 7  | 1 |
| 勝投： 羅恩·達令（1–1） 敗投： Al Nipper（0–1） 救援成功： Jesse Orosco（1） 全壘打： 大都會：蓋瑞·卡特 2（4上,2分、8上,1分）、Lenny Dykstra（7上,2分） 紅襪：無 |   |   |   |   |   |   |   |   |   |   |    |   |

大都會在系列賽只擺出3人先發輪值，因此羅恩·達令再次擔任大都會先發。
打線方面，蓋瑞·卡特一個人就敲出雙響砲打回3分打點，Lenny Dykstra也敲出2分砲。加上達令7局無失分的演出，大都會成功追平系列賽。這是大聯盟首次世界大賽前四場都是由客隊取得勝利。

### 第五戰：10月23日
麻薩諸塞州，波士頓，芬威球場
| 紐約大都會                                                                                            | 0 | 0 | 0 | 0 | 0 | 0 | 0 | 1 | 1 | 2 | 10 | 1 |
| 波士頓紅襪                                                                                            | 0 | 1 | 1 | 0 | 2 | 0 | 0 | 0 | X | 4 | 12 | 0 |
| 勝投： 布魯斯·赫斯特（2–0） 敗投： 德懷特·古登（0–2） 全壘打： 大都會：Tim Teufel（8上,1分） 紅襪：無 |   |   |   |   |   |   |   |   |   |   |    |   |

紅襪隊在比賽前段很快取得2比0領先，5局上，吉姆·賴斯和唐·貝勒接連敲安拿下一分，Dave Henderson後面也敲出二壘安打送回該局第二分。
布魯斯·赫斯特再次發揮高水準表現，雖然8局上被Tim Teufel敲轟失分無緣挑戰完封，不過最終仍以9局完投收下勝利。

### 第六戰：10月25日
紐約州，皇后區，謝亞球場
| 波士頓紅襪 | 1 | 1 | 0 | 0 | 0 | 0 | 1 | 0 | 0 | 2  | 5 | 13 | 3 |
| 紐約大都會 | 0 | 0 | 0 | 0 | 2 | 0 | 0 | 1 | 0 | 3X | 6 | 8  | 2 |
| 勝投： Rick Aguilera（1–0） 敗投： Calvin Schiraldi（0–1） 全壘打： 紅襪：Dave Henderson（10上,1分） 大都會：無 |   |   |   |   |   |   |   |   |   |    |   |    |   |

紅襪在比賽前兩局便靠著安打串聯很快取得2比0領先，不過大都會靠著Danny Heep敲出他在球隊的最後一支安打追平比數。
7局上和8局下，兩隊分別靠著滾地球和高飛球拿下1分，雙方也因此打到延長賽。
10局上，首名打者Dave Henderson瞄準第二球開轟，紅襪隨後也靠著安打串聯再拿1分。
10局下，蓋瑞·卡特在2出局後敲安上壘。Kevin Mitchell和Ray Knight接連敲安追回一分。此時紅襪派上Bob Stanley緊急救援，結果他上來卻丟出暴投讓大都會追平比數。而Mookie Wilson在暴投後敲出一壘方向滾地球，結果一壘手比爾·巴克納卻直接讓球火車過山洞，滾過了他的雙腿間。Knight也因此跑回再見分。

### 第七戰：10月27日
紐約州，皇后區，謝亞球場
| 波士頓紅襪 | 0 | 3 | 0 | 0 | 0 | 0 | 0 | 2 | 0 | 5 | 9  | 0 |
| 紐約大都會 | 0 | 0 | 0 | 0 | 0 | 3 | 3 | 2 | X | 8 | 10 | 0 |
| 勝投： Roger McDowell（1–0） 敗投： Calvin Schiraldi（0–2） 救援成功： Jesse Orosco（2） 全壘打： 紅襪：德懷特·埃文斯（2上,1分）、Rich Gedman（2上,1分） 大都會：Ray Knight（7下,1分）、達里爾·斯塔比雷（8下,1分） |   |   |   |   |   |   |   |   |   |   |    |   |

2局上，德懷特·埃文斯和Rich Gedman上演背靠背開轟，單局進帳3分。6局下，大都會也靠著三支安打和保送追平戰局。
7局下，Ray Knight敲出超前轟。並在該局繼續有攻勢串聯再拿下2分，形成6比3領先。
8局上，埃文斯敲出二壘安打追回2分。不過達里爾·斯塔比雷在8局下開轟，大都會拿下2分又把比分拉開。終場大都會以8比5贏球，成功逆轉紅襪拿下世界大賽冠軍。

## 焦點球員
大都會
- Ray Knight：世界大賽打擊率3成91，敲出9支安打和5分打點，前兩項數據為全隊第一。第七戰敲出致勝全壘打。

- Lenny Dykstra：世界大賽打擊率2成96，敲出8支安打和2轟，另有3分打點。

- 蓋瑞·卡特：世界大賽打擊率2成76，敲出8支安打和全隊最多的9分打點。第四戰敲出雙響砲。

- 羅恩·達令：世界大賽先發3場拿下1勝1敗，17.2局投球送出12次三振，防禦率1.53。

- Sid Fernandez：世界大賽出賽3場，6.2局投球送出10次三振，防禦率1.35。

紅襪
- Marty Barrett：世界大賽打擊率4成33全隊第一，敲出全隊最多的13支安打和4分打點。第四戰打下勝利打點。

- Dave Henderson：世界大賽打擊率4成，敲出10支安打和5分打點。第六戰在延長賽敲出全壘打。

- 德懷特·埃文斯：世界大賽打擊率3成08，敲出8支安打、2轟和全隊最高的9分打點。

- 布魯斯·赫斯特：世界大賽先發3場拿下2勝，18局投球送出17次三振，防禦率1.96。

- 羅傑·克萊門斯：世界大賽先發2場，11.1局投球送出11次三振，防禦率3.18。

## 外部連結
- Almanac網站上關於1986年世界大賽的頁面（页面存档备份，存于）
- MLB官網裡的1986年世界大賽頁面（页面存档备份，存于）
- Reference網站上關於1986年世界大賽的頁面（页面存档备份，存于）
- 1986年世界大賽逐場比賽結果以及每一球詳細紀錄 （页面存档备份，存于）